# Aserbaidschanische Badmintonnationalmannschaft
Die aserbaidschanische Badmintonnationalmannschaft (aserbaidschanisch Badminton üzrə Azərbaycan milli komandası) repräsentiert Aserbaidschan in internationalen Badmintonwettbewerben. Es gibt separate Nationalmannschaften für Junioren, Damen, Herren und gemischte Teams. Das Nationalteam repräsentiert die Badminton-Föderation Aserbaidschans.

## Teilnahme an Badminton-Mannschaftseuropameisterschaften
Herrenteam
| Jahr | Resultat     |
| ---- | ------------ |
| 2018 | Gruppenphase |
| 2020 | Gruppenphase |

## Nationalspieler
Herren
- Ade Resky Dwicahyo
- Ezmi Qovimuramadhoni
- Jahid Alhasanov
- Orxan Qələndarov
- Sabuhi Huseynov
- Kənan Rzayev

Frauen
- Era Maftuha
- Nigar Əliyeva
- Nərmin Şərifova
- Zülfiyyə Hüseynova